# 春日井市立松原小学校
春日井市立松原小学校（かすがいしりつ まつばらしょうがっこう）は、愛知県春日井市東野町にある市立小学校。

## 沿革
この地区（旧・下原村）には1873年（明治6年）に時習学校が開校。1892年（明治25年）に松原尋常小学校に改称し、翌年、現在の松原小学校の校地の一部に移転している。松原尋常小学校は1908年（明治41年）に統合により廃校となったが、篠木尋常小学校松原分教場として1917年（大正6年）まで存在した。

### 年表
- 1971年（昭和46年）
  - 4月1日 - 春日井市立篠木小学校から分離し、春日井市立松原小学校として開校。校地の一部は旧・松原尋常小学校跡地[注釈 1]を転用。
  - 6月30日 - プールが完成する。
  - 12月20日 - 校舎を増築する。
- 1975年（昭和50年） - 校舎を増築する。
- 1976年（昭和51年） - 体育館が完成する。
- 1979年（昭和54年）4月 - 春日井市立東野小学校を分離する。

## 教育目標
- 健康で明るい子
- 自ら学び、考え、意欲のある子
- 働くことを大切にし、責任感のある子
- 心豊かで思いやりのある子
- 学校や地域を大事にする子

## 学校行事
| - 4月 始業式・入学式 - 5月 - 6月 | - 7月 終業式 - 8月 - 9月 始業式 | - 10月 - 11月 - 12月 終業式 | - 1月 始業式 - 2月 - 3月 終業式・卒業式 |

## 通学区域
- 春日井市
  - 浅山町1-4丁目以外　梅ケ坪町97番地-　東野町1-2丁目
  - 東野町8-10丁目　東野町西1-2丁目　南下原町(一部地域は大手小学校、西山小学校)　
  - 六軒屋町字松山　六軒屋町字中山　
  - 六軒屋町東丘1-11番地の30･11番地の34-35・11番地の38-39・11番地の41-12番地・13番地の21-23・13番地の43・14番地の2-・15番地の2・15番地の8・15番地の10・15番地の12・15番地の14・15番地の17-16番地の1・16番地の9・16番地の12-17番地の1・17番地の16-30・17番地の33-44・17番地の46-47・17番地の52・17番地の55-61・17番地の67-72・17番地の77-82・17番地の86-96・17番地の98-141・17番地の146-　
  - 六軒屋町3-7丁目[2]

## 進学先中学校
- 春日井市立松原中学校[2]

## 交通
- JR東海中央線春日井駅から2500m